# 민꽃게
민꽃게(학명: Charybdis japonica)는 십각목 꽃게과에 속하는 게이다. 흔히 돌게 또는 박하지라고 부른다. 몸길이 63 mm로 꽃게보다 약간 작다. 주로 게장을 담가 먹으며 생김새가 꽃게와 거의 비슷하다.
민꽃게의 갑각은 오목하고 육각형의 형태를 하고 있으며, 민꽃게의 색깔은 연한 초록색(pale green)에서 올리브 그린(olive green)까지 다양하다.
민꽃게는 대한민국, 일본, 중국 등 동아시아 지역과 말레이시아, 뉴질랜드 등에서 서식한다.

## 사진

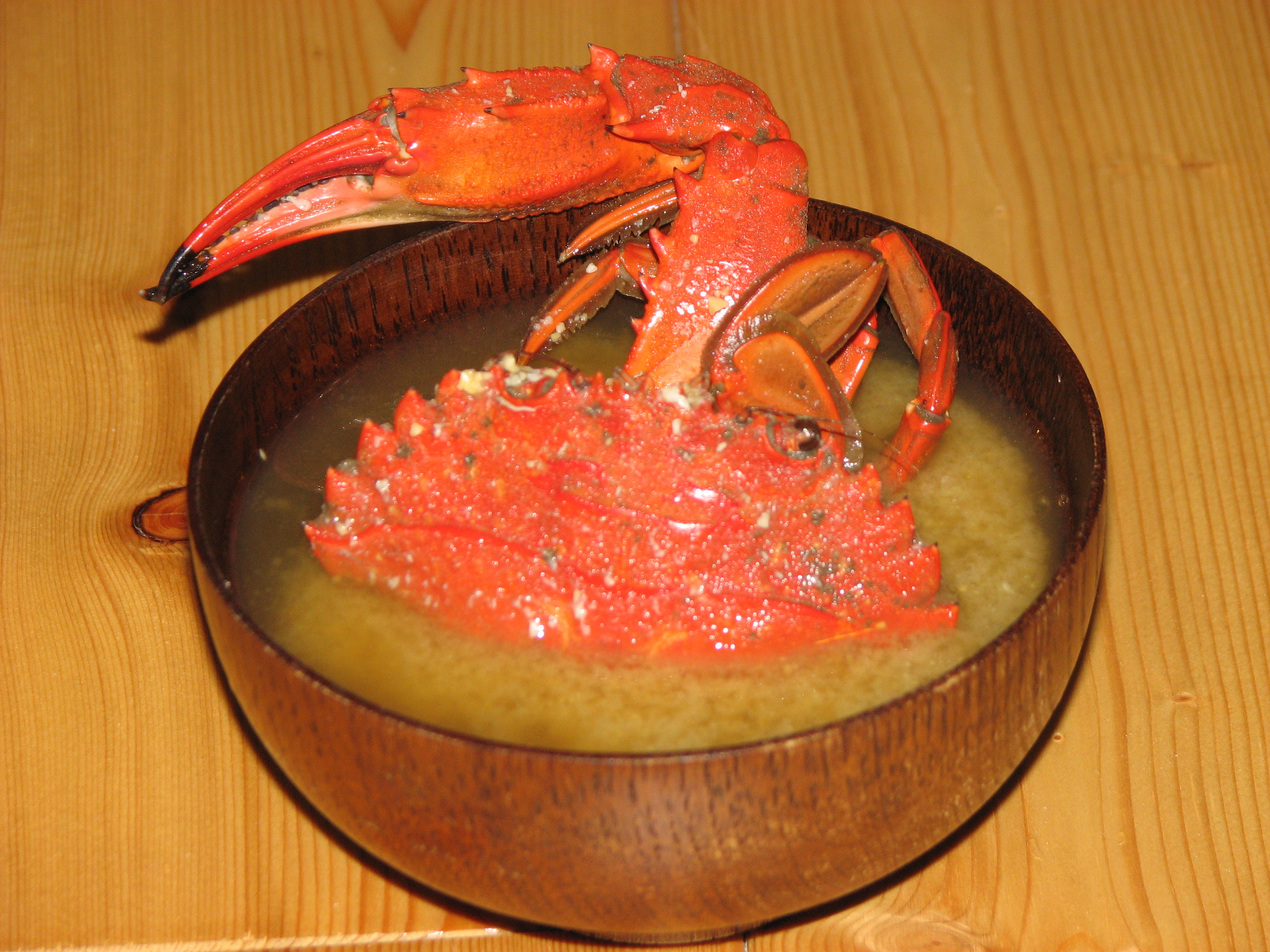
민꽃게를 넣은 미소시루
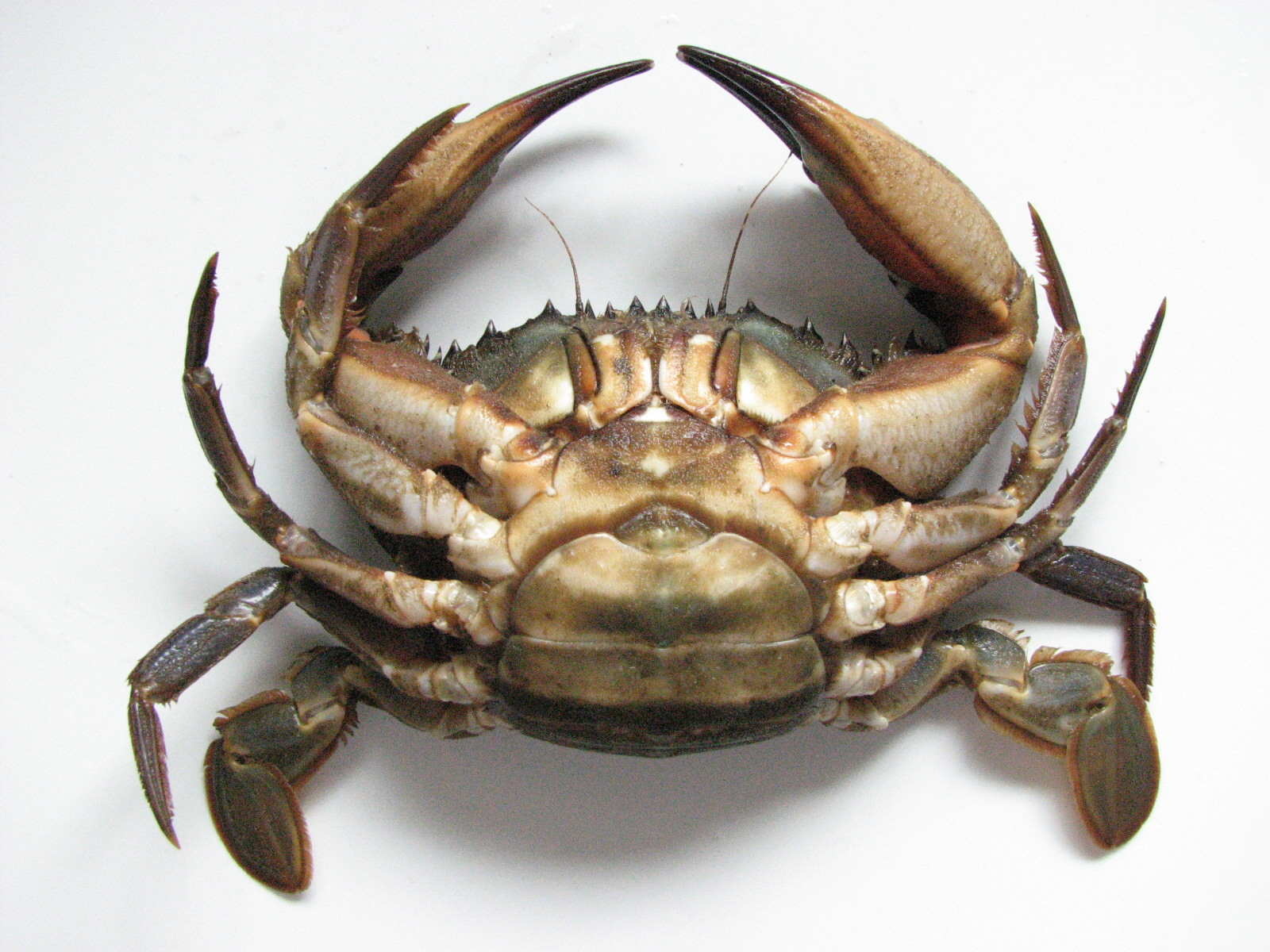
복부 모습